# Nuntă în cer
Nuntă în cer (1938) este un roman erotic de Mircea Eliade bazat pe mitul androginului.
Cei doi eroi ai romanului - Andrei Mavrodin și Barbu Hasnaș - care o întâlnesc pe Ileana își dezvăluie experiența erotică unul celuilalt. Romanul este plasat în Bucureștiul de altă dată.